# Stimmrechtsmitteilung
Eine Stimmrechtsmitteilung oder Beteiligungspublizität (engl. voting rights announcement) bezeichnet die Bekanntgabe des Besitzes einer gewissen Anzahl von Stimmrechten in Form von Aktien an einem Unternehmen. Ein Stimmrecht bezeichnet dabei das Recht, etwa auf Hauptversammlungen von Aktiengesellschaften abzustimmen. Die Pflicht zur Stimmrechtsmitteilung dient der Transparenz des Kapitalmarkts.

## Stimmrechtsmitteilung nach deutschem Recht

### Wertpapierhandelsgesetz (WpHG)

#### Inhalt und Zwecksetzung
§ 33 Absatz 1 Satz 1 des Wertpapierhandelsgesetzes (WpHG) legt den Anlegern börsennotierter Emittenten eine Veröffentlichungspflicht auf: Wer mit seinen Aktien einen bestimmten Prozentsatz der Stimmrechte einer börsennotierten Gesellschaft über- oder unterschreitet, muss dies dem Emittenten und der Bundesanstalt für Finanzdienstleistungsaufsicht (BaFin) unverzüglich mitteilen. Spätestens muss eine solche Mitteilung innerhalb vierer Handelstage erfolgen. Die Funktion dieser Mitteilungspflicht liegt darin, den Kapitalmarkt möglichst rasch über beachtliche Veränderungen von Stimmrechten in Kenntnis zu setzen: Der Kapitalmarkt hat ein Interesse hieran, da die Verteilung der Stimmrechte innerhalb börsennotierter Gesellschaften den Kurs der auf sie bezogenen Wertpapiere beeinflussen kann.
Die Pflicht zur Stimmrechtsmitteilung nach dem WpHG beruht auf mehreren europäischen Richtlinien, von denen die jüngste am 22. Oktober 2013 verabschiedet wurde. Infolge dieser Richtlinie wurden die bislang gültigen Regelungen des WpHG verschärft.

#### Voraussetzungen
Die Pflicht besteht in Bezug auf Emittenten, deren Herkunftsstaat Deutschland ist, die also eine der Bedingungen des § 2 Absatz 13 WpHG erfüllen. Weiterhin müssen die Aktien des Emittenten gemäß § 33 Absatz 4 WpHG am organisierten Markt gehandelt werden, also börsennotiert sein.
Weiterhin muss einer der in § 33 WpHG genannten Schwellwerte über- oder unterschritten werden (Prozentanteile: 3, 5, 10, 15, 20, 25, 30, 50, 75). Bei Überschreitung der Schwelle von 10 % der Stimmrechte aus Aktien eines deutschen Emittenten müssen diesem nach § 43 innerhalb von 20 Handelstagen nach Erreichen der Schwelle die mit dem Erwerb der Stimmrechte verfolgten Ziele und die für den Erwerb verwendeten Mittel mitgeteilt werden. Eine Änderung dieser Ziele muss wiederum innerhalb von 20 Handelstagen mitgeteilt werden.
Dabei ist der Eigner der Stimmrechte zu besonderer Form verpflichtet. Die Mitteilung muss die Überschrift Stimmrechtsbekanntgabe enthalten sowie, neben dem Namen und der Adresse des Mitteilungspflichtigen und des Emittenten, das genaue Datum des Erreichens bzw. Unter- oder Überschreitens der Schwelle. Sollte der Mitteilungspflichtige über beteiligte (kontrollierte) Unternehmen weitere Stimmrechte besitzen, die mehr als 3 % ausmachen, so sind diese sowie die Namen und Anschriften der entsprechenden Beteiligungsunternehmen ebenfalls aufzulisten. Gemäß  § 4 StimmRMV muss Mitteilung im Normalfall digital an die BaFin über ihr Melde- und Veröffentlichungsplattform (MVP-Plattform) erfolgen. Die Mitteilung an den Emittenten muss ebenfalls digital im XML-Format erfolgen, wofür wiederum auf die MVP-Plattform zurückgegriffen werden kann (§ 6 StimmRMV).
Der Stimmrechtsanteil muss durch Erwerb, Veräußerung oder auf sonstige Weise erzielt werden. Strittig war in der Rechtswissenschaft, ob als Erwerb bereits der Abschluss des Kaufvertrags über das Wertpapier oder erst die hierauf folgende Übereignung zu verstehen ist. Die überwiegende Auffassung ging von letzterem aus, da erst durch den Eigentumsübergang ein Rechtserwerb erfolgt. Nach dem im Zuge der Umsetzung der Transparenzrichtlinie von 2013 eingefügten § 33 Absatz 3 WpHG kann demgegenüber bereits der Erwerb eines Anspruchs auf Übereignung eines Wertpapiers genügen.
Durch die im August 2008 erfolgte Einführung des Risikobegrenzungsgesetzes ergeben sich eine Reihe von Änderungen, die unter anderem Auswirkungen auf die Publizitätspflichten von Stimmrechtsmitteilungen haben. Optionen und Aktien sind somit nicht mehr getrennt, sondern zusammen zu behandeln, wodurch eine Veröffentlichungspflicht bereits besteht, wenn die Summe aus Aktien und Optionen eine entsprechende Grenze überschreitet.

#### Zurechnung von Stimmrechten
Bei der Berechnung, ob ein Anleger einen Schwellenwert erreicht, können neben den Aktien, die der Emittent selbst hält, die Aktien Dritter zu berücksichtigen sein. Dies trifft zu, wenn sie ihm nach § 34 WpHG zuzurechnen sind. Die Zurechnung soll dem Umstand Rechnung tragen, dass der Anleger unter Umständen auf die Entscheidung anderer Aktionäre einwirken kann, sodass sich sein Stimmgewicht faktisch erhöht.
Nach § 34 Absatz 1 WpHG sind Stimmrechte einem Aktionär zuzurechnen,
- die einem Tochterunternehmen des Meldepflichtigen gehören,
- die einem Dritten gehören und von ihm für Rechnung des Meldepflichtigen gehalten werden,
- die der Meldepflichtige einem Dritten als Sicherheit übertragen hat, es sei denn, der Dritte ist zur Ausübung der Stimmrechte aus diesen Aktien befugt und bekundet die Absicht, die Stimmrechte unabhängig von den Weisungen des Meldepflichtigen auszuüben,
- an denen zugunsten des Meldepflichtigen ein Nießbrauch bestellt ist,
- die der Meldepflichtige durch eine Willenserklärung erwerben kann,
- die dem Meldepflichtigen anvertraut sind oder aus denen er die Stimmrechte als Bevollmächtigter ausüben kann, sofern er die Stimmrechte aus diesen Aktien nach eigenem Ermessen ausüben kann, wenn keine besonderen Weisungen des Aktionärs vorliegen.

Nach § 34 Absatz 2 Satz 1 WpHG ist eine Stimmrechtszurechnung ferner vorzunehmen, wenn der Anleger sein Verhalten mit einem Dritten oder einem Tochterunternehmen in Bezug auf den Emittenten abstimmt. Dies wird als acting in Concert bezeichnet. Keine Zurechnung erfolgt allerdings, wenn sich die Abstimmung lediglich auf Einzelfälle beschränkt.

#### Rechtsfolgen
Bei Verstößen gegen die Mitteilungspflicht droht ein Bußgeld von maximal 200.000 Euro. Außerdem verliert der Meldepflichtige für die Zeit der Nichtmitteilung nach § 44 Absatz 1 Satz 1 WpHG seine Rechte aus allen gehaltenen Aktien. Sofern er die Mitteilung vorsätzlich oder grob fahrlässig unterlässt, verlängert sich die Dauer dieses Rechtsverlusts gemäß § 44 Absatz 1 Satz 3 WpHG um sechs Monate. Ein Hauptversammlungsbeschluss ist daher nach § 243 Absatz 1 des Aktiengesetzes (AktG) anfechtbar, wenn er nur mithilfe der auf diese Weise verloren gegangenen Stimmrechte zustande kommt.

### Aktiengesetz (AktG)
§ 20 AktG enthält ebenfalls eine Pflicht zur Beteiligungspublizität. Diese bezieht sich gemäß § 20 Absatz 8 AktG auf Emittenten, die nicht am organisierten Markt gehandelt werden.

## Rechtslage in anderen Staaten

### Schweiz
Auch im Bundesgesetz über die Finanzmarktinfrastruktur (FinfraG), analog dem ehemaligen Schweizer Börsengesetz (BEHG), sind Pflichtmitteilungen beim Über- oder Unterschreiten gewisser Meldeschwellen vorgeschrieben. Diese sind nach Art. 120 FinfraG die Grenzwerte 3, 5, 10, 15, 20, 25, 33⅓, 50 oder 66⅔ Prozent der Stimmrechte. Diese Mitteilungen müssen von der jeweiligen Gesellschaft veröffentlicht werden, werden jedoch zusätzlich auch von der Schweizer Offenlegungsstelle veröffentlicht.

### Frankreich
Auch im Code de commerce, dem französischen Handelsgesetz, sind Pflichtmitteilungen beim Über- oder Unterschreiten gewisser Meldeschwellen vorgeschrieben. Diese sind nach Art. L233-7 I die Grenzwerte 5 (ein Zwanzigstel), 10 (ein Zehntel), 15 (drei Zwanzigstel), 20 (ein Fünftel), 25 (ein Viertel), 30 (drei Zehntel), 33.33 (ein Drittel), 50 (der Hälfte), 66.66 (zwei Drittel), 90 (neun Zehntel) und 95 (neunzehn Zwanzigstel) Prozent der Stimmrechte.
Das Gesetz erlaubt auch dem Emittenten zusätzliche Meldeschwellen für die Veröffentlichung von bedeutenden Stimmrechtsanteilen in ihrer Satzung festzulegen, den emittentenbestimmte Meldeschwellen. In Art. L233-7 III wird dem Emittenten als kleinste zusätzliche Meldeschwelle 0,5 Prozent erlaubt.